# 貝羅那島
貝羅那島（英語：Bellona Island）是太平洋所羅門群島的島嶼，由拉納爾和貝羅那省管轄，小島長約10公里、寬約2.5公里，面積約17平方公里。
貝羅那島上有10個村落，人口稠密，居民以波利尼西亞人為主。

## 外部連結
- pictures
- Cultural Ecology （页面存档备份，存于）
- Beliefs and Rites of Pre-Christian Bellona （页面存档备份，存于）

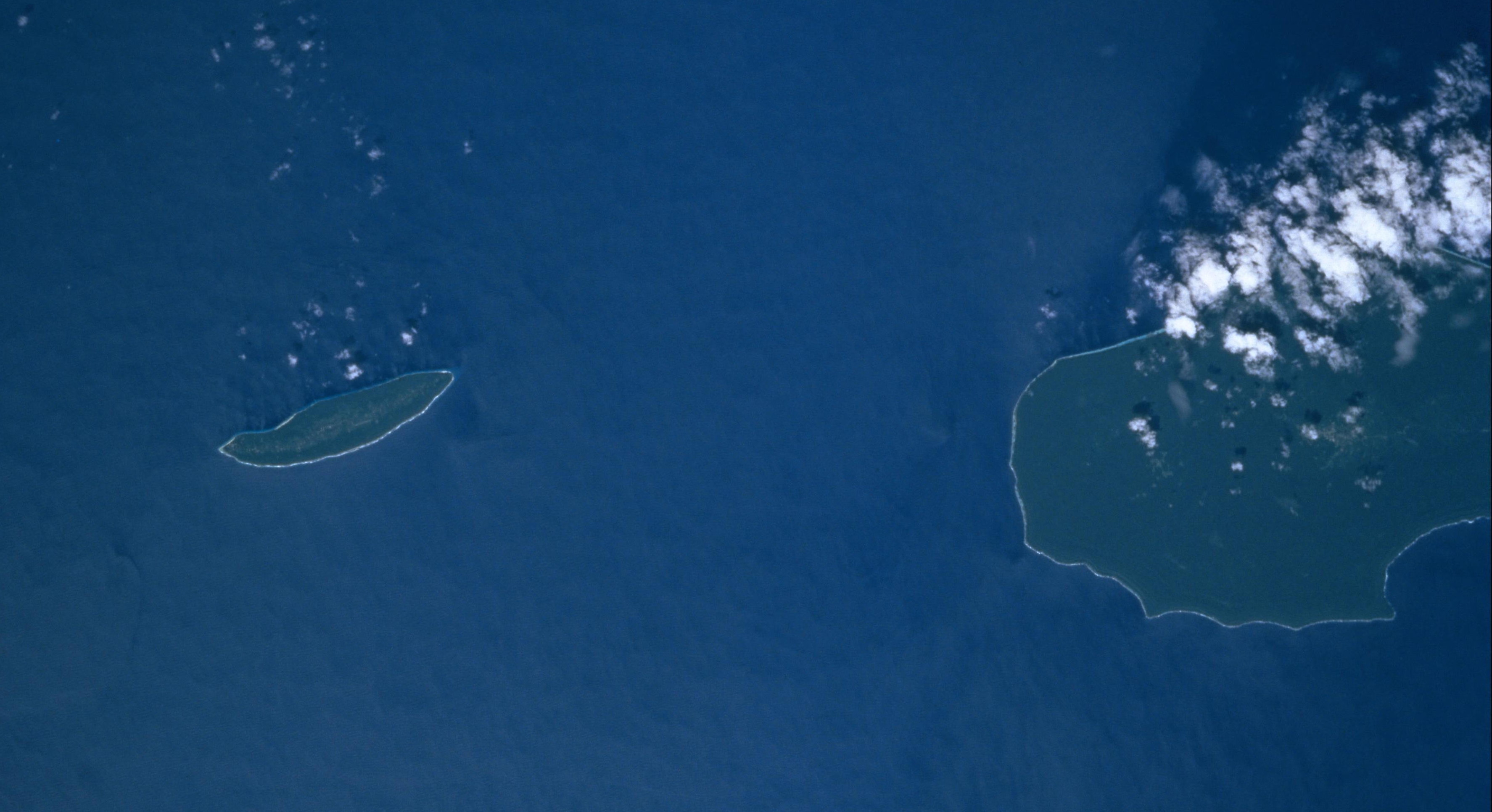
貝羅那島（左）衛星圖

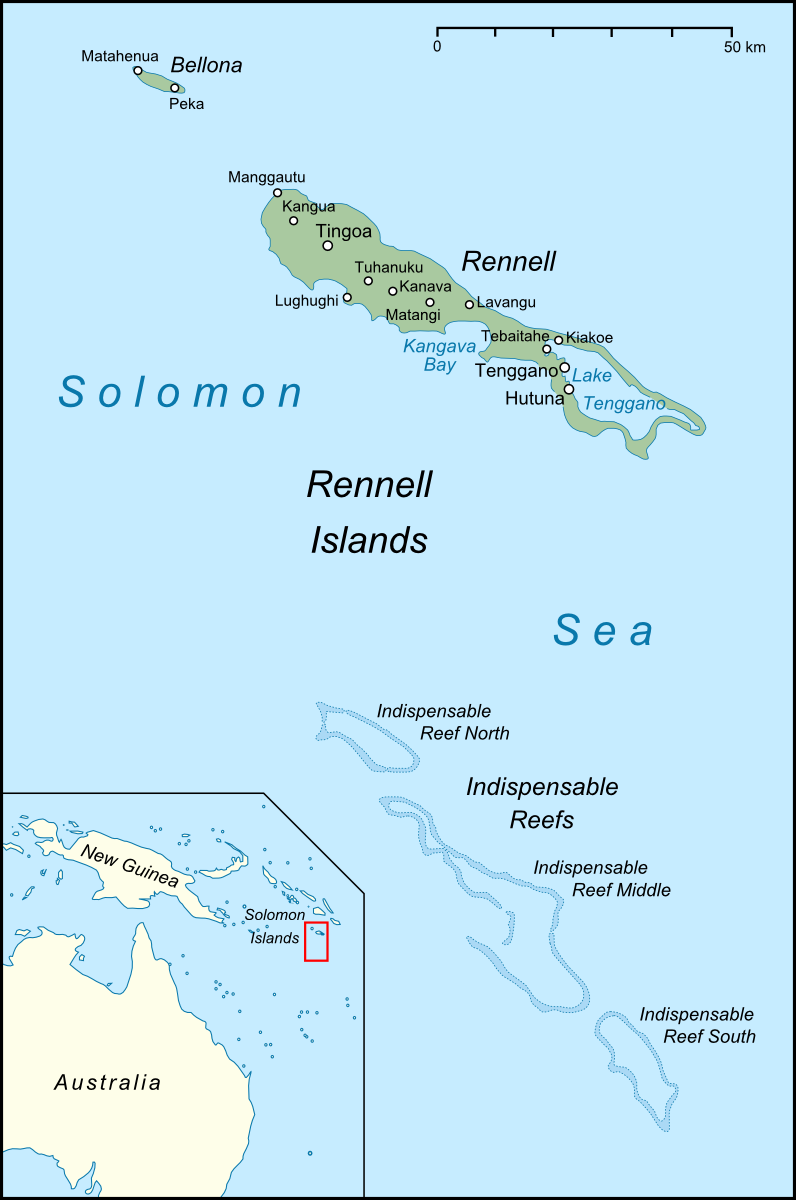
貝羅那島位於拉納爾島（Rennell Island）西北方

- Map of Bellona Island
- Bellona Travel Guide